# Svenstorps slott

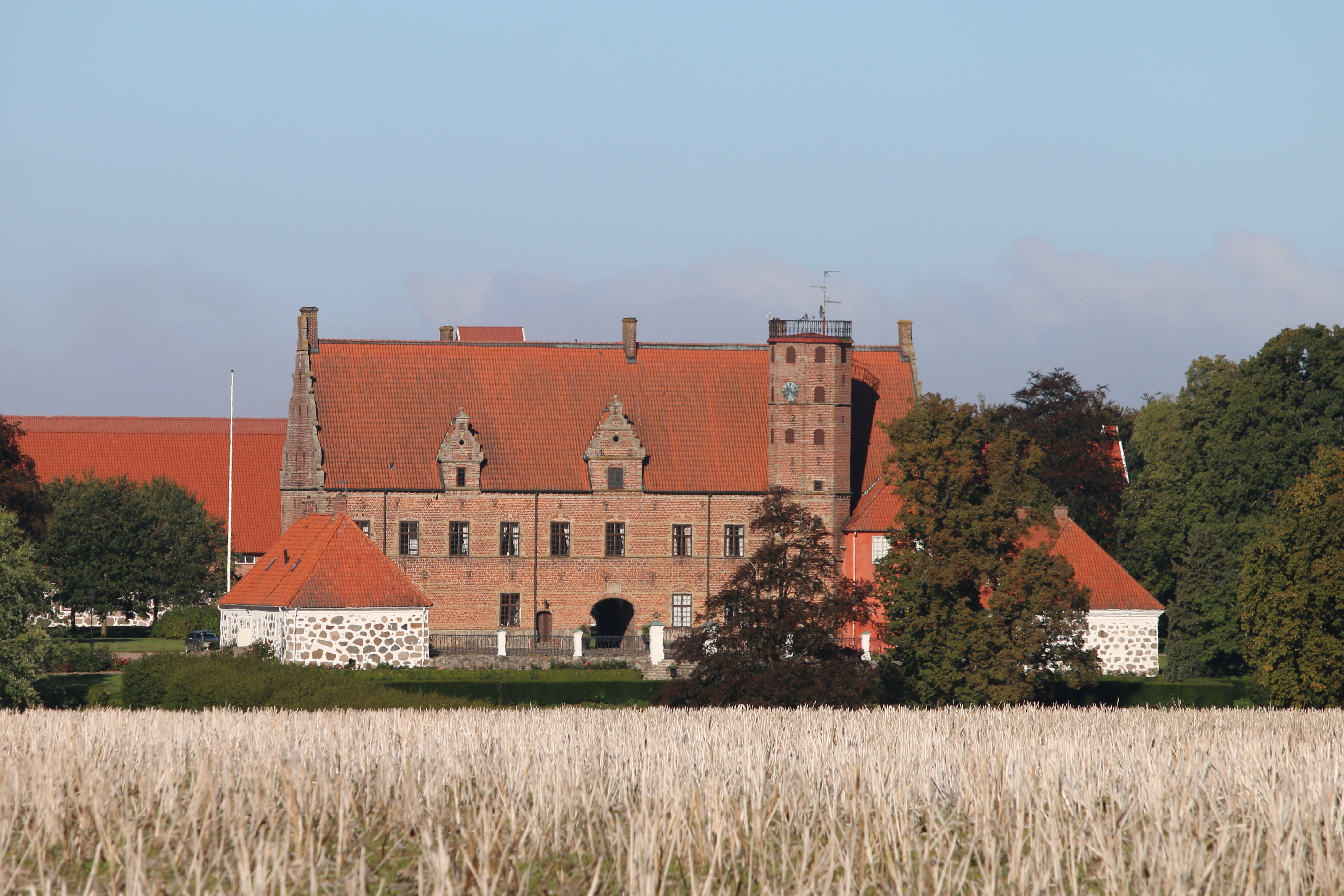
Svenstorps slott från öster.

Svenstorps slott är ett slott i Odarslövs socken i Lunds kommun.
Svenstorps slott, som ligger några kilometer nordost om Lund, är uppfört 1596 i Kristian IV:s renässansstil. Huvudbyggnaden består av en två våningar hög länga med brant tak. På framsidan finns en fyrkantig karnap och mittemot på andra långsidan ett åttkantigt trapptorn. Materialet är röd tegel utan puts, och prydnadsdelar är av finhuggen sandsten. På borggårdssidan finns två envåningsflyglar från 1700-talet. Trädgården är delvis byggd i terrasser och omges på långsidorna av dubbla häckar av avenbok.

## Historik
Svenstorp är med säkerhet känt åtminstone från 1400-talet, då det genom gifte kom från släkten Glob till släkten Ulfstand. På 1500-talet kom det till släkten Ulfeld. Slottet byggdes 1596, under medverkan av den från Emden inkallade Hans van Steenwinckel den äldre, av Beate Huitfeldt. Hon var änka efter den 1586 avlidne Knut Ebbesen Ulfeld och syster till den berömde historieskrivaren Arild Huitfeldt. Metta Krabbe, född Rosencrantz, bytte det till sig 1669. Det köptes därefter 1696 av malmörådmannen Peter Hegardt (1638–1711). Denne sålde godset till dottern Maria Hegardts (1686–1753) man i andra äktenskapet, tullinspektoren Josua Stiernblad (1658–1717). När denne dog, ärvde Maria Hegardt Svenstorp och Stora Markie i Anderslöv. Hon gifte sig tredje gången 1723 med  Karl XII:s general Axel Gyllenkrok och stiftade 1743 två fideikommiss: Stora Markie för släkten Stiernblad med den äldste sonen Hakvin och Svenstorp för släkten Gyllenkrok. Fideikomissurkunden för Svenstorp skrevs till förmån för Axel och Marias son Fredrik Gustaf Gyllenkrook och efter honom i senare led den äldste sonen.
Svenstorps fideikommiss innehas sedan 2011 av Nils Gyllenkrok efter hans far Thure-Gabriel Gyllenkroks bortgång. Enligt den år 1963 fattade avvecklingslagen skulle då fideikommisset upphöra, men år 2006 fattade regeringen beslut om en förlängning intill dess nuvarande fideikommissarien avlider. År 2023 ansökte Nils Gyllenkrok och dennes son Axel om att fideikommisset skulle få fortsätta. Beslutet avslogs hösten 2024, vilket innebar att fideikommisset avvecklades vid Nils Gyllenkroks bortgång.
Kristian V bodde på slottet natten före slaget vid Lund den 4 december 1676. Karl XI bodde natten efter slaget hos biskopen Peder Winstrup i nuvarande Kungshuset i Lund, medan Kristian V hade satt sig i säkerhet i Landskrona. På morgonen den 6 december flyttade Karl XI sitt högkvarter till Svenstorp och övertog det så kallade Kungarummet, där Kristian V hade bott två nätter tidigare. Porträtt av de båda kungarna hänger idag i rummet. 
Den 6 juli 1749 besökte Carl von Linné Svenstorp och Beate Gyllenkrook tillsammans med sin sekreterare Olof Söderberg och beskrev i besöket att gården låg "instängd med graf och windbrygga" och att fontänen i trädgården försågs med vatten genom borrade trädstockar och visade "de skönaste Wattukonster". 
De båda godsen Björnstorp på Romeleåsen och Svenstorp sambrukas inom Björnstorps och Svenstorps Godsförvaltning. De båda gårdarna har sammanlagt 2.400 hektar jordbruk och omkring 1.900 hektar skog.